# El grito sagrado
El grito sagrado es una película argentina del género histórico filmada en blanco y negro dirigida por Luis César Amadori sobre su propio guion escrito en colaboración con Pedro Miguel Obligado que se estrenó el 24 de mayo de 1954 y que tuvo como protagonistas a Fanny Navarro, Carlos Cores, Aída Luz y Eduardo Cuitiño.
Fue promocionada como “la película que marca una nueva era en la cinematografía argentina.”
El estreno comercial tuvo lugar el 24 de mayo de 1954 en los cines porteños Gran Rex y 17 de Octubre. 

## Sinopsis
La película es sobre la historia de Mariquita Sánchez de Thompson, una dama argentina en cuyo salón se cantó por primera vez el Himno nacional argentino.

## Comentario
El crítico King escribió en el diario El Mundo: “Excepcional muestra del cine argentino …es en la vibración de su clima donde consigue el film su altura más grande, describiendo con ímpetu dramático la vida de doña Mariquita Sánchez de Thompson y con ella la de aquellos estupendos momentos de nuestra liberación”, en tanto Manrupe y Portela opinan que el filme es “el ejemplo clásico de la biografía escolar en una de las más grandes superproducciones de Luis César Amadori en el peronismo. Hoy, risible”.